# Danuta Stróżyna
Danuta Stężycka, coniugata Stróżyna (15 marzo 1947), è un'ex cestista polacca.

## Carriera
Con la Polonia ha disputato tre edizioni dei Campionati europei (1970, 1972, 1974).